# Pseudotetrapterus
Pseudotetrapterus (nombre alternativo: Pseudotetrapturus) es un género de peces que vivió durante la época del Oligoceno. Este género marino fue descrito por Daniltshenko en 1960.

## Especies
Clasificación del género:
- † Pseudotetrapturus (Daniltshenko, 1960)
  - † Pseudotetrapturus luteus (Daniltshenko, 1960)